# Billy Magnussen
William Gregory Magnussen, detto Billy (New York, 20 aprile 1985), è un attore statunitense.

## Biografia
Nato a New York e cresciuto nel Queens, all'età di dieci anni si trasferisce con la famiglia a Cumming, in Georgia. Si è diplomato nel 2003 alla South Forsyth High School e successivamente ha studiato presso la North Carolina School of the Arts. Debutta nel 2007 a teatro, partecipando alla produzione di Broadway de Il vizietto americano, dove recita al fianco di Rosie Perez. Diviene noto per il ruolo di Casey Hughes nella soap opera Così gira il mondo, interpretato dal 2008 al 2010. Nel 2009 ottiene il suo primo ruolo cinematografico in Happy Tears di Mitchell Lichtenstein, dove recita al fianco di Parker Posey e Demi Moore.
È apparso come guest star in varie serie televisive, tra cui The Beautiful Life, In Plain Sight - Protezione testimoni, Blue Bloods, CSI - Scena del crimine e Boardwalk Empire - L'impero del crimine. Per il cinema ha recitato in Twelve, Damsels in Distress - Ragazze allo sbando, Botte di fortuna, The East e La grande Gilly Hopkins. Nel 2012 torna a recitare in teatro in Vanya and Sonia and Masha and Spike, con David Hyde Pierce e Sigourney Weaver. Per la sua interpretazione di Spike ha ottenuto una candidatura al Tony Award al miglior attore non protagonista in un'opera teatrale. Nel 2014 interpreta il principe di Raperonzolo nel film Into the Woods, adattamento cinematografico dell'omonimo musical di Broadway, mentre nel 2017 ottiene il ruolo del principe Anders, appositamente creato per la trasposizione live action di Aladdin, diretta da Guy Ritchie.

## Filmografia

### Attore

#### Cinema
- Happy Tears, regia di Mitchell Lichtenstein (2009)
- Blood Night: The Legend of Mary Hatchet, regia di Frank Sabatella (2009)
- Twelve, regia di Joel Schumacher (2010)
- Choose, regia di Marcus Graves (2010)
- Damsels in Distress - Ragazze allo sbando (Damsels in Distress), regia di Whit Stillman (2011)
- Surviving Family, regia di Laura Thies (2012)
- Botte di fortuna (The Brass Teapot), regia di Ramaa Mosley (2012)
- 2nd Serve, regia di Tim Kirkman (2012)
- The East, regia di Zal Batmanglij (2013)
- Into the Woods, regia di Rob Marshall (2014)
- Revenge of the Green Dragons, regia di Andrew Lau e Andrew Loo (2014)
- I Smile Back, regia di Adam Salky (2015)
- The Meddler - Un'inguaribile ottimista (The Meddler), regia di Lorene Scafaria (2015)
- Il ponte delle spie (Bridge of Spies), regia di Steven Spielberg (2015)
- La grande scommessa (The Big Short), regia di Adam McKay (2015)
- La grande Gilly Hopkins (The Great Gilly Hopkins), regia di Stephen Herek (2015)
- Bruce Lee - La grande sfida (Birth of the Dragon), regia di George Nolfi (2016)
- Ingrid va a ovest, regia di Matt Spicer (2017)
- Game Night - Indovina chi muore stasera? (Game Night), regia di John Francis Daley e Jonathan Goldstein (2018)
- Velvet Buzzsaw, regia di Dan Gilroy (2019)
- Aladdin, regia di Guy Ritchie (2019)
- No Time to Die, regia di Cary Fukunaga (2021)
- I molti santi del New Jersey (The Many Saints of Newark), regia di Alan Taylor (2021)
- Spy Kids: Armageddon, regia di Robert Rodriguez (2023)
- Coup!, regia di Austin Stark e Joseph Schuman (2023)
- Lift, regia di F. Gary Gray (2024)
- Road House, regia di Doug Liman (2024)
- Lilo & Stitch, regia di Dean Fleischer Camp (2025)
- A Big Bold Beautiful Journey - Un viaggio straordinario (A Big Bold Beautiful Journey), regia di Kogonada (2025)

#### Televisione
- Law & Order - I due volti della giustizia – serie TV, 1 episodio (2008)
- The Unusuals - I soliti sospetti – serie TV, 1 episodio (2009)
- The Beautiful Life – serie TV, 3 episodi (2009)
- Così gira il mondo (As the World Turns) – soap opera, 199 episodi (2008-2010)
- NCIS: Los Angeles – serie TV, 1 episodio (2010)
- L'ultimo San Valentino (The Lost Valentine), regia di Darnell Martin – film TV (2011)
- In Plain Sight - Protezione testimoni – serie TV, 1 episodio (2011)
- Law & Order: Criminal Intent – serie TV, 1 episodio (2011)
- Blue Bloods – serie TV, 1 episodio (2012)
- CSI - Scena del crimine – serie TV, 2 episodi (2012)
- Boardwalk Empire - L'impero del crimine – serie TV, 2 episodi (2012)
- Your Pretty Face Is Going to Hell – serie TV, 1 episodio (2013)
- The Money – film TV, regia di Justin Chadwick – film TV (2014)
- It Could Be Worse – miniserie TV, 1 episodio (2014)
- The Leftovers - Svaniti nel nulla (The Leftovers) – serie TV, 1 episodio (2014)
- The Divide – serie TV, 4 episodi (2014)
- The Good Wife – serie TV, 1 episodio (2015)
- American Crime Story – serie TV, 3 episodi (2016)
- Unbreakable Kimmy Schmidt – serie TV, 2 episodi (2017)
- Compagni di università (Friends from College) – serie TV, 1 episodio (2017)
- Get Shorty – serie TV, 6 episodi (2017)
- Black Mirror – serie TV, episodi 4x01-7x06 (2017-2025)
- Maniac, regia di Cary Fukunaga – miniserie TV (2018)
- Tell Me a Story – serie TV, 10 episodi (2018-2019)
- Made for Love – serie TV, 16 episodi (2021-2022)
- Harry Haft - Storia di un sopravvissuto (The Survivor), regia di Barry Levinson – film TV (2021)
- The Offer - serie TV, episodio 1 (2022)
- The Franchise – serie TV, 8 episodi (2024)
- Elsbeth - serie TV, episodio 2x19 (2025)

## Teatro
- The Ritz di Terrence McNally, regia di Joe Mantello. Studio 54 di Broadway (2007)
- Vanya and Sonia and Masha and Spike di Christopher Durang, regia di Nicholas Martin. Lincoln Center (2012) e John Golden Theatre di Broadway (2013)
- Sex With Strangers di Laura Eason, regia di David Schwimmer. Second Stage Theatre dell'Off Broadway (2014)

## Doppiatori italiani
Nelle versioni in italiano delle opere in cui ha recitato, Billy Magnussen è stato doppiato da:
- Davide Perino ne La grande scommessa, Game Night - Indovina chi muore stasera?, Harry Haft - Storia di un sopravvissuto, Road House, Lilo & Stitch
- Raffaele Carpentieri in Lift, Elsbeth
- Edoardo Stoppacciaro in Happy Tears, Aladdin
- Simone Crisari in Damsels in Distress - Ragazze allo sbando, The East
- Flavio Aquilone in Il ponte delle spie, Tell Me a Story
- David Chevalier in La grande Gilly Hopkins, Bruce Lee - La grande sfida
- Gabriele Sabatini in Into the Woods, Black Mirror
- Davide Albano in Law & Order: Criminal Intent
- Gianfranco Miranda in NCIS: Los Angeles
- Daniele Raffaeli in The Good Wife
- Marco Vivio in L'ultimo San Valentino
- Stefano Crescentini in Botte di fortuna
- Paolo Vivio in The Meddler - Un'inguaribile ottimista
- Daniele Giuliani in Unbreakable Kimmy Schmidt
- Gabriele Patriarca in The Bold Type
- Alessandro Campaiola in Velvet Buzzsaw
- Emanuele Ruzza in No Time to Die
- Alessandro Messina ne I molti santi del New Jersey
- Massimo Triggiani in Made for Love
- Andrea Mete in Spy Kids: Armageddon
- Francesco Sechi in The Offer

Da doppiatore è sostituito da:
- Davide Perino in Lilo & Stitch